# Anthostomella uniseriata
Anthostomella uniseriata är en svampart som beskrevs av J. Fröhl. & K.D. Hyde 2000. Anthostomella uniseriata ingår i släktet Anthostomella och familjen kolkärnsvampar.   Inga underarter finns listade i Catalogue of Life.